# Kenneth Dadzie
 (juin 2024).
Pour les articles homonymes, voir Dadzie.
Kenneth K. S. Dadzie, né le 10 septembre 1930 et décédé le 25 octobre 1995, était un diplomate ghanéen. Il a été à deux reprises haut-commissaire ghanéen auprès de la Cour de St James (Royaume-Uni) et a également été secrétaire général de la Conférence des Nations Unies sur le commerce et le développement (CNUCED) entre 1986 et 1994.

## Biographie

### Carrière
Dadzie a rejoint le service diplomatique de la Gold Coast en 1952. Il a continué à servir après que le Ghana est devenu une nation indépendante en 1957. Il a occupé plusieurs postes dans le service et a été détaché à des postes de direction au sein du Secrétariat des Nations Unies à Genève et à New York  . Il a également été représentant permanent du Ghana auprès de l'Office des Nations Unies à Genève. Au cours de ce mandat, il a également été ambassadeur du Ghana en Autriche et en Suisse . Il a été nommé par Jerry Rawlings haut-commissaire du Ghana auprès du Royaume-Uni à l'époque du Conseil provisoire de défense nationale en 1982 et a occupé ce poste jusqu'à la fin de 1985. Après avoir pris sa retraite de la CNUCED en 1994, il a été nommé par le gouvernement Rawlings. en tant que haut-commissaire du Ghana auprès du Royaume-Uni.

### CNUCED
Dadzie est devenu directeur général du développement et de la coopération économique internationale au sein de la CNUCED entre 1978 et 1982. Il est devenu le cinquième secrétaire général de la CNUCED le 1er janvier 1986. Il a été le premier Africain à occuper ce poste. Il est reconnu par la CNUCED pour avoir joué un rôle influent au cours de son mandat dans l'adoption de l'Acte final de la CNUCED VII à Genève, qui a contribué à établir "un consensus sur la coopération internationale au développement, brisant ainsi les barrières de la division Nord-Sud". Il a également joué un rôle déterminant dans l'adoption par l'organisation d'un « Nouveau partenariat pour le développement » lors de la VIIIe CNUCED en 1992 à Carthagène, en Colombie,.

## Décès
Kenneth Dadzie est décédé à Londres à l'âge de 65 ans, des suites d'un accident vasculaire cérébral , alors qu'il était encore haut-commissaire du Ghana au Royaume-Uni . Une réunion spéciale du Conseil économique et social s'est tenue au cours de laquelle des hommages ont été rendus à son immense contribution aux Nations Unies et en particulier à la CNUCED.